# 大连市第十六中学
大连市第十六中学简称大连十六中，是大连市首所涉外完全中学，外籍学生定点学校，中国教育学会大连外国语实验学校，大连市篮球协会训练基地。
学校位于大连市中山广场以东，19路中山广场终点站对面，占地面积约两万平方米。现有初一至高三6个年级，约1600名学生；教职工约150人，均为本科、研究生和研究课程班毕业。
现任校长为王大力，女，汉族，出生于1958年3月。本科学历，东北师范大学研究生课程班毕业。辽宁省特级教师，辽宁省高中英语教材编审委员会委员，大连教育学会高中外语教学专业委员会副理事长，大连名师文化培训中心兼职教师，中国西部教育顾问、《辽宁办事指南》编委。